# 엄마 잘못했어요
《엄마 잘못했어요》는 Team Really의 비디오 게임이다.